# Episodi di Cheer (prima stagione)
La prima stagione della docu-serie Cheer, composta da 6 episodi, è stata distribuita negli Stati Uniti d'America, e in contemporanea in Italia, da Netflix l'8 gennaio 2020.
| n° | Titolo originale        | Titolo italiano               | Distribuzione  |
| -- | ----------------------- | ----------------------------- | -------------- |
| 1  | God Blessed Texas       | Dio ha benedetto il Texas     | 8 gennaio 2020 |
| 2  | Making Mat              | Selezioni                     | 8 gennaio 2020 |
| 3  | Blood, Sweat and Cheers | Sangue, sudore e cheerleading | 8 gennaio 2020 |
| 4  | Hit Zero                | Hit zero                      | 8 gennaio 2020 |
| 5  | Full Out                | Full out                      | 8 gennaio 2020 |
| 6  | Daytona                 | Daytona                       | 8 gennaio 2020 |